# Megaselia fumata
Megaselia fumata är en tvåvingeart som först beskrevs av Malloch 1909.  Megaselia fumata ingår i släktet Megaselia och familjen puckelflugor. Arten är reproducerande i Sverige. Inga underarter finns listade i Catalogue of Life.